# Международная вежливость
В академической литературе существует понятие международной вежливости — «comitas gentium» (англ. comity of nations, фр. droit de convenance, международная вежливость), совокупности тех отношений между государствами, которые не регулируются строго юридическими нормами, а покоятся на взаимном доброжелательстве; сюда относятся добровольные уступки государств в сфере их территориального верховенства.
Нарушение норм comitas gentium не считается правонарушением и не дает потерпевшей стороне права прибегать к иным средствам самозащиты, кроме реторсии. Смягчая строгое применение положительного права, подобно принципу римского права aequitas (справедливость; aequitas), comitas gentium наравне с ним является и фактором правообразования, так как нормы comitas gentium с течением времени силой обычая получают характер юридически обязательных.
Понятием comitas gentium особенно часто пользовались английские юристы, сводя к международной вежливости даже нормы строгого права (Ius strictum) и основывая на ней (Филлимор) всё современное им частное и уголовное международное право.